# Bab-i Humayun
Bab-i Humayun (Porta Imperial, Bab-ı Humayun en otomà i Saltanat Kapısı en turc) és la porta principal del mur exterior de l'antic serrall del soldà otomà a Constantinoble.
Està situada just darrere de la mesquita de Santa Sofia. Té una inscripció que fa referència a la construcció de la muralla pel soldà Mehmet II al final del 1478. Fou restaurada diverses vegades entre elles per Mahmud II i Abdülâziz.